# Basketball in Bosnien und Herzegowina
Basketball gilt in Bosnien und Herzegowina als eine der beliebtesten Sportarten.
Schon zu Zeiten Jugoslawiens war Basketball eine sehr beliebte Sportart.
In der Adriatischen Basketballliga, einer übernationalen Basketballliga spielen zwei bosnische Basketballvereine.

## Bosnischer Basketball vor der Unabhängigkeit
Die Anfänge des Basketballs in Bosnien und Herzegowina sind in die 1920er Jahre zurückzuführen. Nachdem sich die Sportart im benachbarten Kroatien um 1924 nach dem Aufenthalt des US-Amerikaners William Weilland zunehmend verbreitete, gewann der Basketballsport auch in Bosnien an Bekanntheit. Der bosnische Basketballverband wurde am 3. April 1950 als Teil des jugoslawischen Basketballverbandes gegründet und blieb unter dem jugoslawischen Dachverband bis zur Unabhängigkeitserklärung Bosnien und Herzegowinas im Frühjahr 1992. Als Teil der jugoslawischen Nationalmannschaft trugen viele bosnisch-herzegowinische Basketballspieler zu Medaillengewinnen bzw. Siegen bei Olympischen Spielen, FIBA-Basketball-Weltmeisterschaften, sowie Basketball-Europameisterschaften bei. Ein großer Erfolg gelang KK Bosna Sarajevo am 4. April 1979 als sie als erste jugoslawische Basketballmannschaft den Landesmeister-Europapokal-Titel gewann.
Der Jugoslawischen Nationalmannschaft, die bei den Olympischen Spielen 1984 in Los Angeles als Titelverteidiger die Bronzemedaille gewann, gehörten mit Dražen Dalipagić, Ratko Radovanović, Sabit Hadžić und Emir Mutapčić allein vier Spieler an, die in Bosnien geboren wurden. Zuvor war Jugoslawien mit Dalipagić und Mirza Delibašić, die später beide in die FIBA Hall of Fame aufgenommen wurden, und mit Radovanović nach dem Boykott der Vereinigten Staaten in Moskau 1980 Olympiasieger geworden. Delibašić musste nach einer intrazerebralen Blutung 1983 seine Karriere beenden, wurde aber später zu Bosniens Sportler des 20. Jahrhunderts ernannt, bevor er 2001 starb.

## Bosnische Basketballligen
Entsprechend der staatlichen Gliederung Bosnien und Herzegowina in die Föderation Bosnien und Herzegowina (Federacija Bosne i Hercegovine) und die Republika Srpska (Република Српска/Republika Srpska) gibt es auch drei Basketballligen. Die D1-Liga ist die höchste Basketballliga in Bosnien und Herzegowina. Darunter gibt es die A1-Ligen von Bosnien, Herzegowina und der Republika Srpska.

## Bosnische Basketballmeisterschaften
Die Bosnische Basketballmeisterschaften werden zunächst in den Gruppen A + B und später in Play-offs ausgespielt. Halbfinale und Finale werden im Spielmodus best-of-three ausgespielt, das heißt, welches Team zuerst zwei Spiele gewonnen hat, gewinnt.

### Saison 2005/2006
- Halbfinale 1: KK Bosna – Zrinjski MIK 2 : 0
- Halbfinale 2: Široki – Igokea 2 : 0
- Finale: KK Bosna – Široki 2 : 1

### Saison 2004/2005
- Halbfinale 1: KK Bosna – Zrinjski MIK 2 : 0
- Halbfinale 2: Široki – Leotar 2 : 1
- Finale: KK Bosna – Široki 2 : 0

### Saison 2003/2004
- Halbfinale 1: KK Bosna – Leotar 2 : 0
- Halbfinale 2: Široki – Banjalucka 2 : 1
- Finale: Široki – Bosna ASA 2 : 1

### Saison 2002/2003
- Halbfinale 1: Široki F – KK Bosna 2 : 0
- Halbfinale 2: Borac Nektar – Zenica 2 : 0
- Finale: Široki Feal – Borac Nektar 3 : 2

## Bosnischer Basketballpokal

### Bosnische Nationalmannschaft
Die bosnisch-herzegowinische Nationalmannschaft besteht seit 1992 und hat sich seitdem für sechs Europameisterschaften qualifiziert. An einer Weltmeisterschaft oder den Olympischen Spielen hat sie bislang nicht teilgenommen.